# Дингизо
Дингизо или бондигизо (Dendrolagus mbaiso) је врста сисара торбара из породице кенгура и валабија (Macropodidae).

## Распрострањење
Ова врста кенгура пењача има станиште у Западној Новој Гвинеји (Индонезија) и Папуи Новој Гвинеји.

## Станиште
Станишта врсте су шуме и планине. Врста је по висини распрострањена од 2.700 до 3.500 метара надморске висине. Врста је присутна на подручју острва Нова Гвинеја.

## Угроженост
Ова врста је крајње угрожена и у великој опасности од изумирања.